# Charmodia pasithea
Charmodia pasithea là một loài bướm đêm trong họ Noctuidae.